# Ronde van Oostenrijk 2006
De 58e editie van de wielerwedstrijd Ronde van Oostenrijk (Duits: Österreich-Rundfahrt 2006) werd gehouden van 3 tot en met 9 juli 2006 in Oostenrijk. De meerdaagse wielerkoers maakte deel uit van de UCI Europe Tour 2006. Van de 154 gestarte renners bereikten 123 coureurs de eindstreep in de Oostenrijkse hoofdstad Wenen. Titelverdediger was de Spanjaard Juan Miguel Mercado.

## Startlijst
Quick Step-Innergetic
- 1.  José Antonio Garrido
- 2.  Kevin Hulsmans
- 3.  Nick Nuyens
- 4.  Sébastien Rosseler
- 5.  Guido Trenti
- 6.  Geert Verheyen
- 7.  Davide Vigano
- 8.  Remmert Wielinga

T-Mobile Team
- 11.  Sergej Ivanov
- 12.  André Korff
- 13.  Stephan Schreck
- 14.  Bernhard Kohl
- 15.  Daniele Nardello
- 16.  František Raboň
- 17.  Steffen Wesemann
- 18.  Thomas Ziegler

Phonak Hearing Systems
- 21.  Fabrizio Guidi
- 22.  Pat McCarty
- 23.  Uros Murn
- 24.  Luis Fernández
- 25.  Florian Stalder
- 26.  Johann Tschopp
- 27.  David Vitoria
- 28. —

Lampre-Fondital
- 31.  Claudio Corioni
- 32.  David Loosli
- 33.  Giuliano Figueras
- 34.  Danilo Napolitano
- 35.  Marco Marzano
- 36.  Ruggero Marzoli
- 37.  Morris Possoni
- 38.  Jaime Castañeda

Discovery Channel
- 41.  Jurgen Van den Broeck
- 41. —
- 42.  Volodymyr Bileka
- 43.  Janez Brajkovič
- 44.  Tom Danielson
- 45. —
- 46.  Roger Hammond
- 47.  Benoît Joachim
- 48.  Jurgen Van Goolen

Team Rabobank
- 51.  Jan Boven
- 52.  Graeme Brown
- 53.  Marc Wauters
- 54.  Gerben Löwik
- 55.  Niels Scheuneman
- 56.  Roy Sentjens
- 57.  Jukka Vastaranta
- 58.  Thorwald Veneberg

Crédit Agricole
- 61.  László Bodrogi
- 62.  Benoit Poilvet
- 63.  Jean-Marc Marino
- 64.  Rémi Pauriol
- 65.  Kilian Patour
- 66.  Sébastien Portal
- 67.  Yannick Talabardon
- 68.  Nicolas Vogondy

AG2R Prevoyance
- 71.  Mark Scanlon
- 72.  John Gadret
- 73. —
- 74.  Lloyd Mondory
- 75.  Carl Naibo
- 76.  David Navas
- 77.  Erki Pütsep
- 78.  Christophe Riblon

Liquigas
- 81.  Alberto Curtolo
- 82.  Mauro Da Dalto
- 83.  Dario Andriotto
- 84.  Nicola Loda
- 85.  Marco Milesi
- 86.  Vincenzo Nibali
- 87.  Marco Righetto
- 88. —

Unibet.com
- 91.  Ángel Castresana
- 92.  Baden Cooke
- 93.  Gorik Gardeyn
- 94.  Juan Carlos Domínguez
- 95.  Frédéric Gabriel
- 96.  Marco Serpellini
- 97.  Luis Pasamontes
- 98.  Matthew Wilson

Chocolade Jacques-TV
- 101.  Benny De Schrooder
- 102.  Pieter Ghyllebert
- 103.  Serge Pauwels
- 104.  Tom Stubbe
- 105.  Wesley Van Der Linden
- 106.  Frederik Veuchelen
- 107.  Jens Renders
- 108.  Maarten Wynants

Naturino-Sapore Di Mare
- 111.  Valerio Agnoli
- 112.  Luca Ascani
- 113.  Murilo Fischer
- 114.  Cristian Gasperoni
- 115.  Massimiliano Gentili
- 116.  Massimo Giunti
- 117.  Massimiliano Mori
- 118.  Eddy Ratti

Team Tenax Salmilano
- 121.  Fabio Baldato
- 122.  Alessandro Bertuola
- 123.  Paolo Bossoni
- 124.  Massimo Codol
- 125.  David McPartland
- 126.  Christian Murro
- 127.  Roeslan Pidhorny
- 128.  Daniele Pietropolli

Team Wiesenhof Akud
- 131.  Gerald Ciolek
- 132.  Corey Sweet
- 133.  Tomáš Konečný
- 134.  Torsten Schmidt
- 135.  Marcel Sieberg
- 136.  Lubor Tesar
- 137.  Gerhard Trampusch
- 138.  Gregor Willwohl

Skil-Shimano
- 141.  Yukihiro Doi
- 142.  Floris Goesinnen
- 143.  Tomoya Kano
- 144.  Sebastian Langeveld
- 145.  Paul Martens
- 146.  Christoph Meschenmoser
- 147.  Hidenori Nodera
- 148.  Piet Rooijakkers

Team Vorarlberg
- 151.  Josef Benetseder
- 152.  Gerrit Glomser
- 153.  Pascal Hungerbühler
- 154.  Fraser Mac Master
- 155.  Andreas Matzbacher
- 156.  Harald Morscher
- 157.  Werner Riebenbauer
- 158.  Patrick Riedesser

Elk Haus-Simplon
- 161.  Michael Pichler
- 162.  Peter Pichler
- 163.  Christian Pfannberger
- 164.  Thomas Rohregger
- 165.  Stefan Rucker
- 166.  Harald Starzengruber
- 167.  Jochen Summer
- 168.  Harald Totschnig

Aposport Krone Linz
- 171.  Andrew Bradley
- 172.  Georg Lauscha
- 173.  Adam Hansen
- 174.  Petr Herman
- 175.  Jürgen Pauritsch
- 176.  Christian Pömer
- 177.  Ján Valach
- 178.  Michael Weiss

Team Swiag Teka
- 181.  Norbert Dürauer
- 182.  Adam Homolka
- 183.  Rok Jerse
- 184.  Andreas Ortner
- 185.  Mario Lexmüller
- 186.  Hans Peter Obwaller
- 187.  Uros Silar

Team Plast-Recycling-Austria
- 191.  Christian Ebner
- 193.  Christian Isak
- 194.  Paul Kasis
- 195.  Christof Kerschbaum
- 196.  Vid Ogris
- 197.  David Pavlicek
- 198.  Dean Podgornig

## Etappe-overzicht
| etappe | datum  | start             | finish            | afstand | winnaar               | klassementsleider     |
| ------ | ------ | ----------------- | ----------------- | ------- | --------------------- | --------------------- |
| 1e     | 3 juli | Gars am Kamp      | Gars am Kamp      | 146 km  | Danilo Napolitano     | Danilo Napolitano     |
| 2e     | 4 juli | Linz              | Salzburg          | 188 km  | Fabio Baldato         | Fabio Baldato         |
| 3e     | 5 juli | Salzburg          | Kitzbüheler Horn  | 196 km  | Christian Pfannberger | Christian Pfannberger |
| 4e     | 6 juli | Kitzbühel         | Prägraten         | 182 km  | Pieter Ghyllebert     | Christian Pfannberger |
| 5e     | 7 juli | Wolfsberg         | Graz              | 170 km  | Danilo Napolitano     | Christian Pfannberger |
| 6e     | 8 juli | Podersdorf am See | Podersdorf am See | 31 km   | László Bodrogi        | Tom Danielson         |
| 7e     | 9 juli | Podersdorf am See | Wenen             | 129 km  | Fabrizio Guidi        | Tom Danielson         |

## Eindklassementen
| Plaats    | Naam                  | Ploeg                   | Tijd      |
| --------- | --------------------- | ----------------------- | --------- |
| Gele trui | Tom Danielson         | Discovery Channel       | 25u09'47" |
| 2         | Roeslan Pidhorny      | Tenax-Salmilano         | + 16"     |
| 3         | Christian Pfannberger | Elk Haus-Simplon        | + 1' 27"  |
| 4         | Thomas Rohregger      | Elk Haus-Simplon        | + 2' 12"  |
| 5         | Bernhard Kohl         | T-Mobile Team           | + 2' 46"  |
| 6         | Marco Marzano         | Lampre-Fondital         | + 3' 32"  |
| 7         | Gerhard Trampusch     | Team Wiesenhof Akud     | + 4' 12"  |
| 8         | Gerrit Glomser        | Team Vorarlberg         | + 4' 41"  |
| 9         | Jurgen Van Goolen     | Discovery Channel       | + 4' 54"  |
| 10        | Johann Tschopp        | Phonak Hearing Systems  | + 5' 05"  |
| 11        | Andreas Ortner        | Team Swiag Teka         | + 5' 47"  |
| 12        | Adam Hansen           | Aposport Krone Linz     | + 6' 27"  |
| 13        | Pieter Ghyllebert     | Chocolade Jacques-TV    | + 7' 25"  |
| 14        | Massimiliano Gentili  | Naturino-Sapore Di Mare | + 7' 52"  |
| 15        | Serge Pauwels         | Chocolade Jacques-TV    | + 7' 53"  |
| 16        | Rémi Pauriol          | Crédit Agricole         | + 8' 08"  |
| 17        | Vincenzo Nibali       | Liquigas                | + 8' 09"  |
| 18        | Roy Sentjens          | Rabobank                | + 8' 39"  |
| 19        | Giuliano Figueras     | Lampre-Fondital         | + 8' 45"  |
| 20        | Alessandro Bertuola   | Tenax-Salmilano         | + 8' 49"  |

| Plaats      | Naam              | Ploeg                  | Punten |
| ----------- | ----------------- | ---------------------- | ------ |
| Groene trui | Danilo Napolitano | Lampre-Fondital        | 42     |
| 2           | Fabrizio Guidi    | Phonak Hearing Systems | 41     |
| 3           | Graeme Brown      | Rabobank               | 29     |

| Plaats    | Naam                  | Ploeg            | Punten |
| --------- | --------------------- | ---------------- | ------ |
| Rode trui | Thomas Rohregger      | Elk Haus-Simplon | 26     |
| 2         | Roeslan Pidhorny      | Tenax-Salmilano  | 22     |
| 3         | Christian Pfannberger | Elk Haus-Simplon | 17     |

| Plaats     | Naam              | Ploeg                  | Punten |
| ---------- | ----------------- | ---------------------- | ------ |
| Witte trui | Florian Stalder   | Phonak Hearing Systems | 18     |
| 2          | Lloyd Mondory     | AG2R Prévoyance        | 18     |
| 3          | Pieter Ghyllebert | Chocolade Jacques-TV   | 10     |

| Plaats | Ploeg             | Tijd      |
| ------ | ----------------- | --------- |
|        | Tenax-Salmilano   | 75u42'41" |
| 2      | Discovery Channel | + 1' 12"  |
| 3      | Elk Haus-Simplon  | + 3' 00"  |

1949 ·
1950 ·
1951 ·
1952 ·
1953 ·
1954 ·
1955 ·
1956 ·
1957 ·
1958 ·
1959 ·
1960 ·
1961 ·
1962 ·
1963 ·
1964 ·
1965 ·
1966 ·
1967 ·
1968 ·
1969 ·
1977 ·
1971 ·
1972 ·
1973 ·
1974 ·
1975 ·
1976 ·
1977 ·
1978 ·
1979 ·
1980 ·
1981 ·
1982 ·
1983 ·
1984 ·
1985 ·
1986 ·
1987 ·
1988 ·
1989 ·
1990 ·
1991 ·
1992 ·
1993 ·
1994 ·
1995 ·
1996 ·
1997 ·
1998 ·
1999 ·
2000 ·
2001 ·
2002 ·
2003 · 2004 · 2005 · 2006 · 2007 · 2008 · 2009 · 2010 · 2011 · 2012 · 2013 · 2014 · 2015 · 2016 · 2017 · 2018 · 2019 · 2020-2022 · 2023 · 2024